# 이론

이론(理論, 문화어: 리론)은 명확하게 정의된 구성개념(construct)들이 상호 관련된 상태에서 형성된 일련의 명제이다.
과학적 연구의 가장 주요한 기능 및 목적은 설명과 예측 그리고 이해 및 통제이다. 넓은 의미로 과학적 연구의 목적은 실제현상을 설명하는 것이며, 이러한 현상에 대한 설명을 이론이라 할 수 있다. 따라서 과학의 궁극적인 목적은 이론의 정립이다.
이러한 맥락에서 이론이란 현상을 설명하고 예측할 목적으로 변수들 간 관계를 구체화함으로써 현상에 대한 체계적 견해를 제시하는 일련의 상호 관련된 구성개념들에 대한 정의 및 이들 간의 관계에 대한 명제라고 할 수 있다.
현상에 관한 추상적 사고의 이성적 유형 또는 이러한 사고의 결과물이다. 이론이라는 낱말은 토론의 환경과 방법론에 따라 다른 분야의 지식 속에서 수많은 구별된 뜻을 가진다.
과학에서 이론은 수학 또는 논리의 서술이거나 자연현상 모임의 방식의 증명할 수 있는 표본이며, 같은 종류의 관찰이나 미래의 발생을 예측할 수 있고, 실험을 통해 테스트할 수 있다. 이러한 과정을 통하지 않으면 경험론을 통하게 되므로 왜곡이 일어날 수 있다.
일반적인 용도에서 이론은 예상, 의견, 숙고를 나타내는 데에 쓰인다. 이러한 용도에서 이론은 사실을 기반으로 할 필요는 없는데, 다시 말해, 현실에 대해 언제나 참을 표현할 것을 요구하지 않는다. 이러한 용도는 "사실이 아니지만, 이론일 뿐이다"와 같이 잘못된 일반 서술로 비롯될 수 있다. 현실에 대한 참된 서술은 더 숙고하여 사람들이 생각하는 것에 대해 독립적으로 "참"인 서술로서 이해된다. 이러한 용도에서 이 낱말은 가설과 동의어이다.

## 기타
현대에 들어 대부분의 이론서는 비교적 보편적인 항목을 위주로 다룬다. 일반적으로 보편적이지 않은 내용이 너무 많을 경우 가독성이 떨어질 수 있기 때문이다.

## 같이 보기
- 가설
- 가설 검정
- 개념적 모형
- 경험적 증거
- 과학적 방법
- 과학적 방법론
- 모델
- 물리 법칙
- 반증 가능성
- 예측력 (Predictive power)
- 이론적 정의 (Theoretical definition)
- 형식 언어
- 형식 체계 (Formal system)